# Dick Calkins
Dick Calkins (Grand Rapids, 1895 – Tucson, 12 maggio 1962) è stato un fumettista statunitense, principalmente noto per essere stato, nel 1929, il primo disegnatore del personaggio dei fumetti Buck Rogers ricavato da una novella di Philip Francis Nowlan. Calkins disegnò la striscia a fumetti dal gennaio 1929 al novembre 1947.

## Biografia
Calkins era chiamato "il tenente" per il fatto di essere stato tenente per l'aviazione americana, sul fronte europeo nel corso della prima guerra mondiale.